# 施皮茨邁倫山
47°1′26.35″N 9°14′10.85″E / 47.0239861°N 9.2363472°E

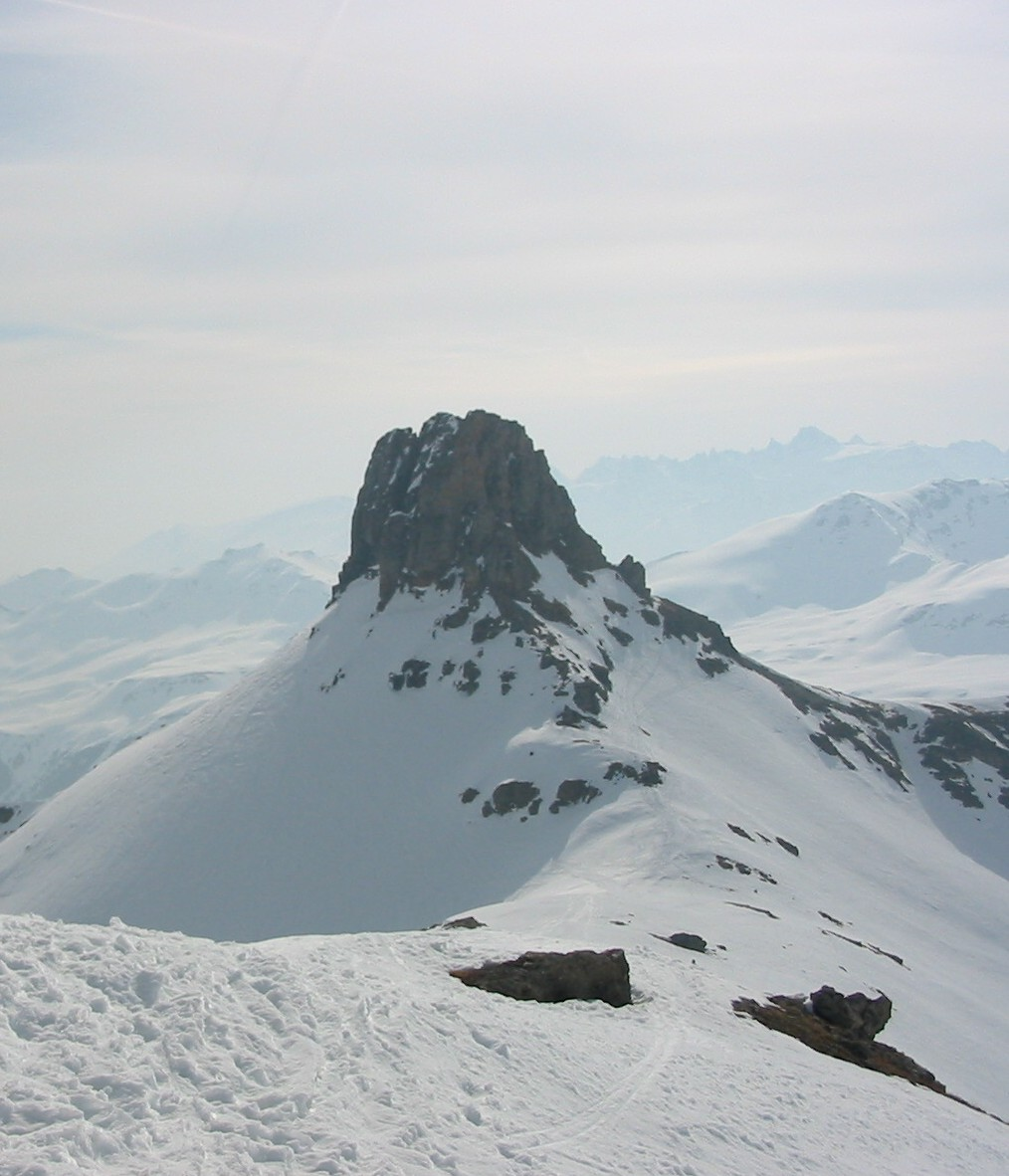

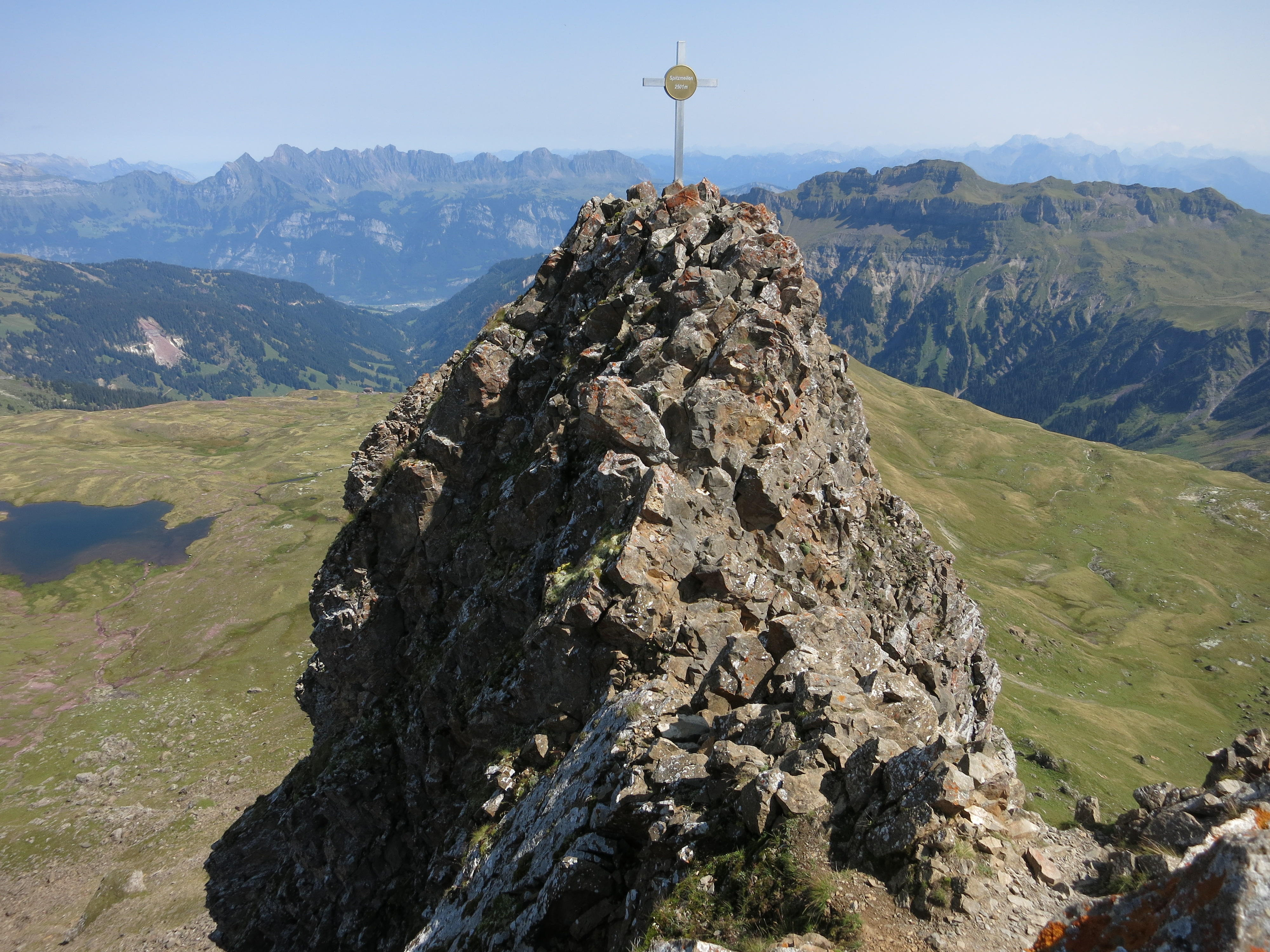

施皮茨邁倫山（Spitzmeilen），是瑞士的山峰，位於該國東部，處於格拉魯斯州和聖加侖州接壤的邊界，屬於格拉魯斯山的一部分，海拔高度2,501米，每年平均降雨量1,929毫米。